# 돌고래호 전복 사고
돌고래호 전복 사고는 2015년 9월 5일 대한민국 제주특별자치도 추자도 부근에서 발생한 낚시어선 돌고래호 전복 사고이다. 15명이 사망하였으며, 3명이 실종되었다.